# Синдякино
Синдя́кино — село и административный центр Синдякинского сельсовета Хлевенского района Липецкой области на правой стороне реки Воронеж.

## Инфраструктура
В селе 6 улиц (Зелёная, Каштановая, Лесная, Молодёжная, Речная, Центральная) и один переулок — Школьный.

## История
Возникло в конце XVI в. В 1613 г. разорено Иваном Заруцким, но в документах 1615 г. снова упоминается как существующее.

## Название
Озеро, находящееся под горою правого высокого берега, дало имя селу.

## Население
| 1859 | 2009 | 2010 |
| ---- | ---- | ---- |
| 471  | ↘438 | ↘412 |